# Hatton (Washington)
Hatton je gradić u američkoj saveznoj državi Washington. Prema popisu stanovništva iz 2010. u njemu je živjelo 101 stanovnika.